# Chris Doleman
Christopher John Doleman (Indianápolis, Indiana, 16 de octubre de 1961-Duluth, Georgia, 28 de enero de 2020), más conocido como Chris Doleman, fue un jugador profesional estadounidense de fútbol americano que se desempeñó en la posición de defensive end en la National Football League (NFL). Es miembro del Salón de la Fama del Fútbol Americano Profesional.

## Carrera
Doleman jugó como profesional nueve temporadas en Minnesota Vikings (1985-1993), después pasó a Atlanta Falcons (1994-1995), luego a San Francisco 49ers (1996-1998), posteriormente regresó a Minnesota Vikings, donde jugó una temporada (1999), y fue el equipo en el que se retiró.

## Reconocimiento
El 4 de agosto de 2012, ingresó como miembro al Salón de la Fama del Fútbol Americano Profesional.